# Salve Maria
Salve Maria és una pel·lícula dramàtica espanyola del 2024 dirigida i coescrita per Mar Coll protagonitzada per Laura Weissmahr. Basada en la novel·la Les mares no de l'escriptora basca Katixa Agirre, segueix a Maria (Weissmahr), una jove escriptora prometedora i nova mare, que s'obsessiona pel cas d'una dona que va ofegar els seus bessons a la banyera. La pel·lícula va competir pel Lleopard d'Or a la competició principal del 77è Festival de Cinema de Locarno i es va estrenar el 8 d'agost de 2024. Està rodada majoritàriament en català.

## Producció
Salve Maria va marcar el retorn de Mar Coll al cinema. Produïda per Escándalo Films i Elastica Films amb el suport de l'ICEC i l'ICAA, i amb la participació de RTVE i Movistar Plus+, la pel·lícula es va distribuir a Espanya per Elastica Films.
Mar Coll va dir en declaracions a Variety sobre la protagonista: "La María és una mare penedida, una associació de paraules que genera malestar automàtic".
El rodatge va començar l'última setmana de gener de 2024 a Barcelona, la Vall de Boí i Tarragona.

## Estrena
Salve Maria es va estrenar el 8 d'agost de 2024, en el marc del 77è Festival de Cinema de Locarno, a Competició. També va entrar a la llista de selecció oficial de la 69a Setmana Internacional de Cinema de Valladolid.
La pel·lícula es va estrenar el 31 d'octubre de 2024 als cinemes per Elastica Films.